# Atlantisch orkaanseizoen 1912
Het Atlantisch orkaanseizoen 1912 was relatief inactief, met slechts zes tropische cyclonen in de Atlantische Oceaan tijdens de zomer en de herfst. Van de slechts zes stormen groeiden er vier uit tot een orkaan, waarvan één majeur.